# ぞうさんペーパー

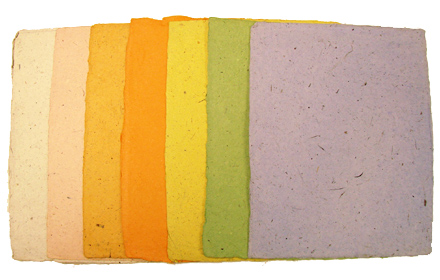
ぞうさんペーパー

ぞうさんペーパーは、株式会社ミチコーポレーションがスリランカで製造するリサイクルペーパーである。

## 概要
ぞうさんペーパーは、スリランカで開発、製造されたリサイクルペーパー。原料は現地に生息するセイロンゾウの糞。糞の中に大量に含まれる植物繊維を利用して独自の方法で製紙、画用紙やノートなどに加工して製品化に至る。当初は、現地のゴミ資源有効利用を目的とした事業の中での小規模な生産であったが、現在は、一日にA4サイズの紙を72,000枚製造することが可能と主張している。

## エピソード

### ブッシュ元大統領
当初、ゾウさんペーパーの輸出はワシントン条約の関係で出来なかった。現在は特例として認められているが、その背景には、日本国政府とスリランカ政府の働きかけがあったからに他ならない。その過程で、スリランカの総理大臣がワシントンに行った折、国のギフトとしてぞうさんペーパーのレターセットをブッシュ大統領とパウエル国務長官にプレゼント。この件がきっかけとなり他国への販売ルート拡大につながった。

### 福田元首相
福田康夫は、日本スリランカ協会の会長を務めるなど、スリランカとゆかりの深い人物である。そんな関係もあり、ぞうさんペーパーとの絡みも少なくない。2007年に多摩動物公園のイベントでは、福田や三笠宮夫妻が主席されたが、そこでぞうさんペーパーの紙すきが実演された。ここで作られた紙は、後日のG8で首相はもちろんブッシュ大統領にも使用された。。

## 関連書籍
- 冒険起業家  ゾウのウンチが世界を変える。（ぞうさん出版）2018年10月１３日発行